# Нижнеспасское (Еврейская автономная область)
Нижнеспа́сское — село в Смидовичском районе Еврейской автономной области. Входит в Камышовское сельское поселение.

## География
Село Нижнеспасское стоит на протоке Нижнеспасская (левобережная протока Амура).
Дорога к селу Нижнеспасское идёт на юг от автотрассы «Чита — Хабаровск» у села Камышовка, расстояние около 14 км.
Село Нижнеспасское находится в пограничной зоне, въезд по пропускам. Через Амур находится остров Тарабаров, после демаркации российско-китайской границы перешёл к Китаю.

## История
Село основано в 1858 году казаками-переселенцами из Забайкалья. После наводнения 1872 года жители покинули село и переселились в другие места. Вновь заселено Нижнеспасское было в 1908 году русскими переселенцами из Румынии. Однако новое наводнение вынудило и их покинуть село. Позднее оно вновь возродилось.

## Население
| 1869 | 1879 | 1922 | 1924 | 2002 | 2010 |
| ---- | ---- | ---- | ---- | ---- | ---- |
| 91   | ↘12  | ↗123 | ↗150 | ↘29  | ↗43  |

| 1870 | 2002 | 2010 |
| ---- | ---- | ---- |
| 91   | 29   | 43   |